# Droga uzdeczkowo-międzykonarowa
Droga uzdeczkowo-międzykonarowa (łac. tractus habenulointerpeduncularis), pęczek tyłozgięty (fasciculus retroflexus), pęczek Meynerta (fasciculus Meynerti), wiązka Meynerta – w anatomii człowieka droga nerwowa ośrodkowego układu nerwowego prowadząca połączenia z jąder uzdeczki (nadwzgórze) głównie do jądra międzykonarowego (śródmózgowie).
Droga uzdeczkowo-międzykonarowa rozpoczyna się w trójkącie uzdeczki. W jądrze przyśrodkowym uzdeczki rozpoczyna się jej część wewnętrzna, a w jądrze bocznym uzdeczki – część zewnętrzna. Jej włókna kończą się przeważnie w jądrze międzykonarowym, część z nich dochodzi do wzgórków górnych pokrywy i do tworu siatkowatego.
Nazwa eponimiczna upamiętnia austriackiego neurologa Theodora Meynerta.